# 고시엔 역사관

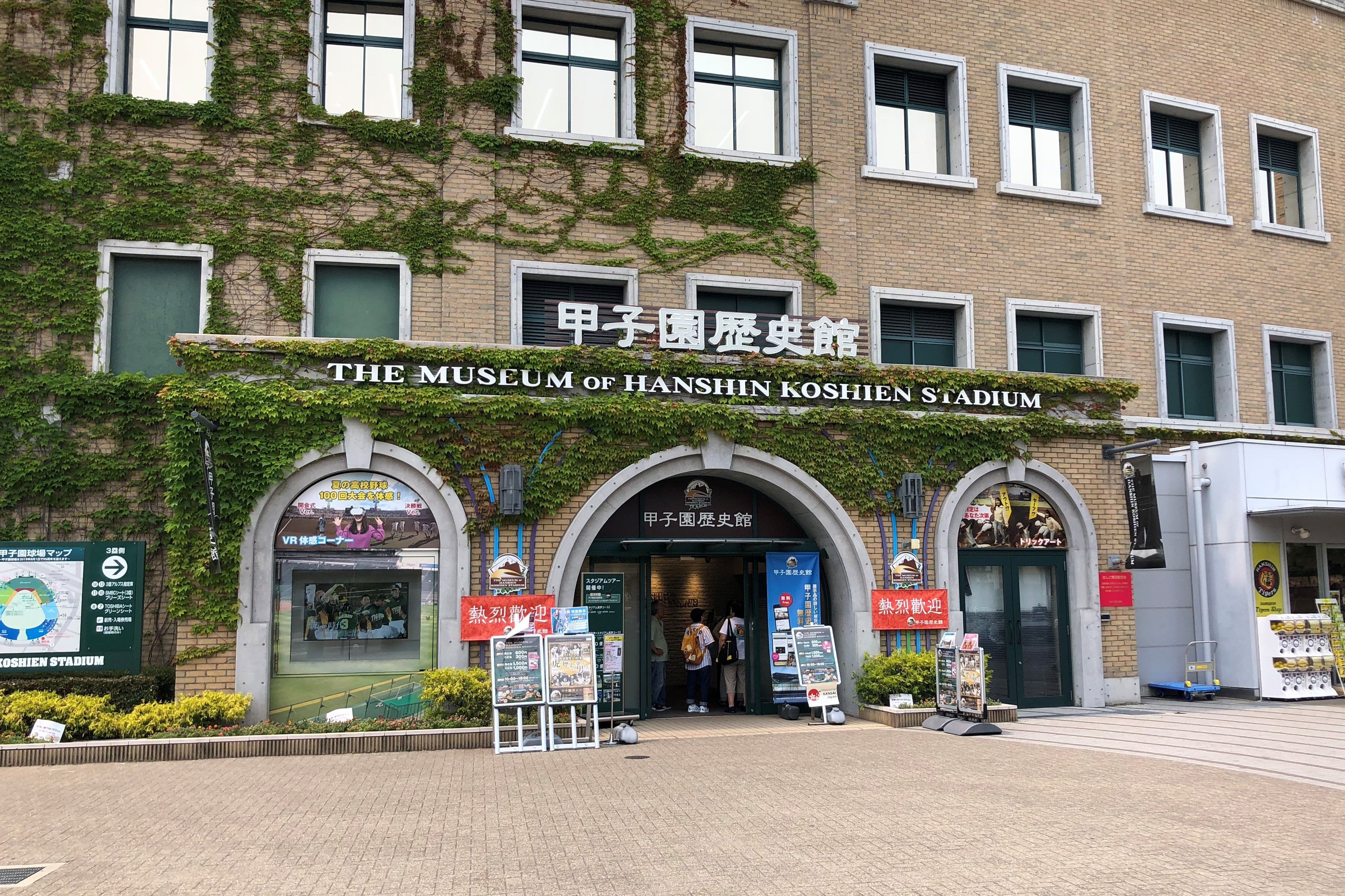

고시엔 역사관(일본어: 甲子園歴史館 고시엔레키시칸[*])은 2010년 3월 14일에 한신 고시엔 구장 외야 스탠드에 오픈한 박물관이다. 한신 타이거스, 일본 고교 야구(전국 고등학교 야구 선수권 대회, 선발 고등학교 야구 대회) 등의 자료를 전시하고 있다. 일본 고등학교 야구 연맹, 아사히 신문사, 마이니치 신문사, 한신 전기 철도가 운영한다.